# Malta International
Die Malta International sind die offenen internationalen Meisterschaften von Malta im Badminton. Die Titelkämpfe wurden erstmals 1971 ausgetragen und fanden mit der Austragung 1992 ein vorläufiges Ende. 2022 erfolgte eine Neubelebung der Malta International. Nationale Titelkämpfe werden schon seit 1953 ausgetragen.

## Die Sieger
| Saison    | Herreneinzel              | Dameneinzel               | Herrendoppel                        | Damendoppel                           | Mixed                              |
| --------- | ------------------------- | ------------------------- | ----------------------------------- | ------------------------------------- | ---------------------------------- |
| 1971      | Kenneth Wain              | Barbara Martin            | Alfred Cefai Kenneth Wain           | Carrol McKenzie Hazel Tough           | John Farmer Barbara Martin         |
| 1972      | David Jepson              | Norma Lovett              | David Jepson Buck Ryan              | Norma Lovett Patricia Hodson          | David Jepson Sandra Jepson         |
| 1973      | Gert Lazarotti            | Elisabeth Schechtner      | Gert Lazarotti George Hoffmann      | Gitte Lynge Joana Fagerlund           | Berthold Auer Elisabeth Schechtner |
| 1974      | Frank Andersen            | Jette Moberg              | Frank Andersen Peter Morck          | Jette Moberg Suzanne Pilegaard        | Frank Andersen Jette Moberg        |
| 1975      | Peter Morck               | Suzanne Pilegaard         | Alfred Hofer Dieter Hofer           | Charlotte Andersen Suzanne Pilegaard  | Alfred Hofer Pat Smiles            |
| 1976      | Alfred Hofer              | Pat Smiles                | Alfred Cefai Kenneth Wain           | Carmen Worley Doreen Cann             | Alfred Hofer Pat Smiles            |
| 1977      | nicht ausgetragen         | nicht ausgetragen         | nicht ausgetragen                   | nicht ausgetragen                     | nicht ausgetragen                  |
| 1978      | Axel Rosenow              | Joyce Abdilla             | Werner Langthaler Gerhard Brandl    | Joyce Abdilla Marcelle Micallef       | Axel Rosenow Marion Rosenow        |
| 1979      | Axel Rosenow              | Joyce Abdilla             | Vincent Curmi Paul Vella            | Joyce Abdilla Marcelle Micalegg       | Axel Rosenow Marion Rosenow        |
| 1980      | Joachim Reiche            | Claudia Steidler          | Joachim Reiche D. Werntz            | Claudia Steidler Marion Rosenow       | Axel Rosenow Marion Rosenow        |
| 1981      | David Eddy                | Muriel Cain               | Lars Merrild Morten Mogensen        | Muriel Cain Pauline Kennish           | Morten Mogensen Helle Karlsson     |
| 1982      | Clemens Wortel            | Muriel Cain               | Philip Mead P. Cannel               | Muriel Cain Pauline Kennish           | C. D. Lichtenberg Lisa Riiser      |
| 1983      | David Eddy                | Muriel Cain               | David Eddy Chris Baxter             | Muriel Cain Pauline Kennish           | Clemens Wortel Barbara Kolander    |
| 1984      | Tariq Farooq              | Liselotte Blumer          | Bent Kramer Jørgen Thau             | Liselotte Blumer Corinne Sonnet       | Martin Skovgaard Anette Larsen     |
| 1985      | Martin Skovgaard          | Bente Hansen              | Martin Skovgaard Henrik Neergaard   | Debbie Buddle Jane Banham             | Martin Skovgaard Anette Larsen     |
| 1986      | Denis Tjin-Asjoe          | Doris Gerstenkorn         | Martin Skovgaard Jens Møller Madsen | Helga Schönbauer Heidemarie Himsl     | Andrew Mickleborough Pauline Guest |
| 1987      | Hubert Müller             | Alison Fisher             | Martin Skovgaard Jens Møller Madsen | Alison Fisher Carol Liem              | Arless Tjin Asjoe Carol Liem       |
| 1988      | Tony Tuominen             | Alison Fisher             | Thomas Althaus Hubert Müller        | Diana Koleva Andrea Roschinsky        | Thomas Althaus Charlotte Pederson  |
| 1989      | Klaus Fischer             | Diana Koleva              | Klaus Fischer Heinz Fischer         | Diana Koleva Emilia Dimitrova         | Vladimir Balun Emilia Dimitrova    |
| 1990      | Claus Thomsen             | Mira Sundari              | Michael Søgaard Martin Skovgaard    | Monika Cassens Petra Michalowsky      | Michael Keck Mira Sundari          |
| 1991      | nicht ausgetragen         | nicht ausgetragen         | nicht ausgetragen                   | nicht ausgetragen                     | nicht ausgetragen                  |
| 1992      | Tomasz Mendrek            | Irina Serova              | Kai Abraham Heinz Fischer           | Diana Koleva Diana Filipova           | Kai Abraham Sabine Ploner          |
| 1993 2021 | nicht ausgetragen         | nicht ausgetragen         | nicht ausgetragen                   | nicht ausgetragen                     | nicht ausgetragen                  |
| 2022      | Ade Resky Dwicahyo        | Gabriela Meilani Moningka | Jarne Schlevoigt Nikolaj Stupplich  | Kirsten de Wit Alyssa Tirtosentono    | Malik Bourakkadi Leona Michalski   |
| 2023      | nicht ausgetragen         | nicht ausgetragen         | nicht ausgetragen                   | nicht ausgetragen                     | nicht ausgetragen                  |
| 2024      | Collins Valentine Filimon | Aurelia Salsabila         | Torjus Flåtten Vegard Rikheim       | Anna-Sofie Nielsen Frederikke Nielsen | Viacheslav Yakovlev Polina Tkach   |
| 2025      | Yoo Tae-bin               | Miranda Wilson            | Lu Chen Chen Sheng-fa               | Anastasia Khomich Ulyana Volskaya     | Louis Lefèvre Carla Martinez       |